# Telegraph Road
Pour l’article homonyme, voir Telegraph Road (chanson).

Telegraph Road est le nom donné à une portion de l'US Route 24 (1926), qui relie Pontiac, dans la banlieue nord-ouest de Detroit (Michigan), à Toledo (Ohio). Longue d'à peu près 130 km, elle est orientée nord-sud.

## Dans la culture populaire
Cette voie de communication est rendue célèbre en 1982, lorsque le groupe britannique Dire Straits publie l'album studio, Love over Gold. Les chansons Telegraph Road, longue plage de plus de 14 minutes et Private Investigations, en sont les pierres angulaires.
Du fait de sa durée le titre est peu diffusé sur les ondes, ce qui ne l'empêche pas d'être l'un des morceaux les plus connus et appréciés du public, tant dans sa version studio qu'en concert.